# Marcetia semiriana
Marcetia semiriana är en tvåhjärtbladig växtart som beskrevs av Angela Borges Martins. Marcetia semiriana ingår i släktet Marcetia och familjen Melastomataceae. Inga underarter finns listade i Catalogue of Life.